# کاکاد (کانور)
کاکاد (به انگلیسی: Kakkad) یک منطقهٔ مسکونی در هند است که در بخش کنور واقع شده‌است.